# (164) Eva
(164) Eva ist ein Asteroid des mittleren Hauptgürtels, der am 12. Juli 1876 vom französischen Astronomen Paul-Pierre Henry am Pariser Observatorium entdeckt wurde.
Eine Bezugnahme dieser Benennung auf eine Person oder ein Ereignis ist nicht bekannt. Karl Ludwig von Littrow (Wunder des Himmels, 6. Aufl., Berlin 1878) charakterisierte die Namensgebungspraxis des Entdeckers ironisch: „Mit dem Namen könnten wir wie bei Miriam wieder den biblischen Boden zu betreten glauben, wenn wir bei diesem Entdecker nicht an Taufen weltlichen Ursprungs gewöhnt wären.“

## Wissenschaftliche Auswertung
Aus Ergebnissen der IRAS Minor Planet Survey (IMPS) wurden 1992 erstmals Angaben zu Durchmesser und Albedo für zahlreiche Asteroiden abgeleitet, darunter auch (164) Eva, für die damals Werte von 104,9 km bzw. 0,04 erhalten wurden. Eine Auswertung von Beobachtungen durch das Projekt NEOWISE im nahen Infrarot führte 2011 zu vorläufigen Werten für den Durchmesser und die Albedo im sichtbaren Bereich von 109,0 km bzw. 0,03. Nach neuen Messungen wurden die Werte 2012 auf 100,3 km bzw. 0,05 korrigiert. Nach der Reaktivierung von NEOWISE im Jahr 2013 und Registrierung neuer Daten wurden die Werte 2015 zunächst mit 93,6 km bzw. 0,05 angegeben und dann 2016 erneut korrigiert zu 88,2 km bzw. 0,05, diese Angaben beinhalten aber alle hohe Unsicherheiten.
Eine spektroskopische Untersuchung von 820 Asteroiden zwischen November 1996 und September 2001 am La-Silla-Observatorium in Chile ergab für (164) Eva eine taxonomische Klassifizierung als X-Typ. Bei spektroskopischen Untersuchungen am Kaukasus-Bergobservatorium (CMO) des Sternberg-Instituts für Astronomie der Lomonossow-Universität Moskau am 9. Januar 2023 wurde bei (164) Eva eine durch Sublimation bedingte Staubaktivität festgestellt, die durch das Vorhandensein von Wassereis verursacht wird.
Der Asteroid wurde erstmals photometrisch beobachtet am 27./28. Oktober und 11. November 1975 am Osservatorio Astronomico di Torino in Italien und vom 21. bis 23. November am Observatoire de Haute-Provence (OHP) in Frankreich. Die jeweils über einige Stunden erfassten Messwerte waren stark verrauscht und die gemessenen Lichtkurven deckten jedes Mal nur einen kleinen Teil einer Periodizität ab. Dennoch wurde daraus eine Rotationsperiode von 27,3 h abgeleitet. Eine weitere Beobachtung erfolgte am 7. November 1975 durch einen Beobachter in Rhode Island. Über einen Zeitraum von zwei Stunden schien sich die Helligkeit leicht zu erhöhen, aber es konnte daraus keine Rotationsperiode bestimmt werden. Vom 2. bis 9. September 1979 wurde (164) Eva wieder photometrisch vermessen und zwar am Cerro Tololo Inter-American Observatory in Chile. Dieses Mal konnte eine Rotationsperiode von 13,66 h abgeleitet werden, also etwa die Hälfte des 1975 bestimmten Wertes. Ein Versuch, die gemessenen Daten auf die längere Periode anzupassen, führte zu keiner Übereinstimmung. Erneute Beobachtungen fanden statt vom 11. Mai bis 3. Juni 2008 am Palmer Divide Observatory in Colorado. Hier konnte mit einem Wert der Rotationsperiode von 13,672 h die vorherige Bestimmung bestätigt werden.
Die Auswertung archivierter Lichtkurven der Lowell Photometric Database und weiterer Beobachtungen von 2012 ermöglichte in einer Untersuchung von 2016 die Bestimmung der Rotationsperiode zu 13,6638 h, außerdem konnte die Position der Rotationsachse angegeben werden in Verbindung mit einer retrograden Rotation. Auch 2021 konnte aus archivierten Daten und photometrischen Messungen von Gaia DR2 erneut eine Rotationsachse mit retrograder Rotation berechnet werden. Die Rotationsperiode wurde ebenfalls zu 13,6638 h bestimmt.
Zwischen 2012 und 2018 wurden mit der All-Sky Automated Survey for Supernovae (ASAS-SN) auch photometrische Daten von 20.000 Asteroiden aufgezeichnet. Auf mehr als 5000 davon konnte erfolgreich die Methode der konvexen Inversion angewendet werden, darunter auch (164) Eva, für die in einer Untersuchung von 2021 ein verbessertes dreidimensionales Gestaltmodell für eine Rotationsachse mit retrograder Rotation und einer Periode von 13,6639 h berechnet wurde.
Eine Zusammenarbeit mehrerer Observatorien in Spanien vom 6. bis 14. Februar 2023 führte zur Bestimmung einer Lichtkurve und einer Rotationsperiode von 13,687 h. Im Jahr 2023 wurde aus photometrischen Messungen von Gaia DR3 erneut ein dreidimensionales Gestaltmodell des Asteroiden für zwei alternative Rotationsachsen mit retrograder Rotation und einer Periode von 13,6656 h berechnet.
Abschätzungen von Masse und Dichte für den Asteroiden (164) Eva aufgrund von gravitativen Beeinflussungen auf Testkörper hatten in einer Untersuchung von 2012 zu einer Masse von etwa 0,929·1018 kg geführt und mit einem angenommenen Durchmesser von etwa 102 km zu einer Dichte von 1,68 g/cm³ bei einer Porosität von 39 %. Diese Werte besitzen eine hohe Unsicherheit im Bereich von ±84 %.